# رودم اند لارنیگ
رودم اند لارنیگ (به انگلیسی: Roudham and Larling) یک محله مدنی و روستا در بریتانیا است که در Breckland District واقع شده‌است. رودم اند لارنیگ ۱۵٫۲۰ کیلومتر مربع مساحت و ۳۰۱ نفر جمعیت دارد.